# TMEM163
TMEM163 (англ. Transmembrane protein 163) – білок, який кодується однойменним геном, розташованим у людей на 2-й хромосомі. Довжина поліпептидного ланцюга білка становить 289 амінокислот, а молекулярна маса — 31 469.
| 10         |  | 20         |  | 30         |  | 40         |  | 50         |
| ---------- |  | ---------- |  | ---------- |  | ---------- |  | ---------- |
| MEPAAGIQRR |  | SSQGPTVPPP |  | PRGHAPPAAA |  | PGPAPLSSPV |  | REPPQLEEER |
| QVRISESGQF |  | SDGLEDRGLL |  | ESSTRLKPHE |  | AQNYRKKALW |  | VSWFSIIVTL |
| ALAVAAFTVS |  | VMRYSASAFG |  | FAFDAILDVL |  | SSAIVLWRYS |  | NAAAVHSAHR |
| EYIACVILGV |  | IFLLSSICIV |  | VKAIHDLSTR |  | LLPEVDDFLF |  | SVSILSGILC |
| SILAVLKFML |  | GKVLTSRALI |  | TDGFNSLVGG |  | VMGFSILLSA |  | EVFKHDSAVW |
| YLDGSIGVLI |  | GLTIFAYGVK |  | LLIDMVPRVR |  | QTRHYEMFE  |  |            |

A: Аланін

C: Цистеїн

D: Аспарагінова кислота

E: Глутамінова кислота

F: Фенілаланін

G: Гліцин

H: Гістидин

I: Ізолейцин

K: Лізин

L: Лейцин

M: Метіонін

N: Аспарагін

P: Пролін

Q: Глутамін

R: Аргінін

S: Серин

T: Треонін

V: Валін

W: Триптофан

Кодований геном білок за функцією належить до фосфопротеїнів. 
Задіяний у такому біологічному процесі, як альтернативний сплайсинг. 
Білок має сайт для зв'язування з іоном цинку. 
Локалізований у мембрані, клітинних контактах, цитоплазматичних везикулах, синапсах, ендосомах.